# ریو وردو (شیلی)
ریو وردو (به اسپانیایی: Río Verde) یک شهرستان در شیلی است که در استان ماژلان واقع شده‌است. ریو وردو ۹٬۹۷۵٫۲ کیلومترمربع مساحت و ۱۵۳ نفر جمعیت دارد و ۱۴ متر بالاتر از سطح دریا واقع شده است.